# Гватемальская революция
Гватемальская революция (1944—1954) (исп. Revolución de Guatemala) — период в истории Гватемалы между народным восстанием, которое свергло диктатора Хорхе Убико в 1944 году, и спланированным США государственным переворотом в 1954 году, который сверг президента Хакобо Арбенса. 
Период также известен как Десять лет весны и включал в себя реализацию программы аграрной реформы, которая оказала серьезное влияние на всю Латинскую Америку.
С конца XIX века до 1944 года Гватемалой правил ряд авторитарных правителей, которые стремились укрепить экономику путем поддержки экспорта кофе. Между 1898 и 1920 годами Мануэль Эстрада предоставил значительные льготы американской корпорации United Fruit Company, которая торговала тропическими фруктами, что привело к обнищанию многих коренных жителей общинных земель. При Хорхе Убико, который правил как диктатор между 1931 и 1944 годами, этот процесс усилился, в совокупности с ужесточением трудовых норм и формированием полицейского государства.
В июне 1944 года народное движение за демократию во главе со студентами высших учебных заведений и профсоюзными активистами заставило Убико уйти в отставку. Убико сформировал военную хунту из трех человек, которые приняли власть в стране, её возглавил Федерико Понсе Вайдес. Эта хунта продолжила репрессивную политику Убико, пока не была свергнута в результате военного переворота во главе с Хакобо Арбенсом в октябре 1944 года («Октябрьская революция»). Руководители переворота сформировали хунту, которая призвала к проведению свободных выборов. Эти выборы выиграл Хуан Хосе Аревало, прогрессивный профессор философии, который стал лидером народного движения. Он осуществил умеренную программу социальных реформ, в том числе успешную кампанию по ликвидации неграмотности и либерализации избирательного процесса, хотя неграмотные женщины не получили право голоса, а коммунистические партии были запрещены.
По окончании президентства Аревало в 1951 году Хакобо Арбенс был избран на пост президента. Он продолжил реформы Аревало и начал амбициозную программу земельной реформы, известный как Декрет 900. В соответствии с ней, невозделываемые участки крупных земельных владений были экспроприированы в обмен на денежную компенсацию и перераспределены среди бедных крестьян. Около 500 000 человек воспользовались этим декретом. Однако политика Арбенса возмутила «United Fruit Company», которая потеряла часть своих невозделываемых земель. Компания убедила правительство США свергнуть Арбенса, и Государственный департамент организовал переворот под предлогом того, что Арбенс якобы был коммунистом. Карлос Кастильо Армас пришел к власти во главе военной хунты, что спровоцировала Гватемальскую гражданскую войну.

## Предыстория

### Начало XX века
До испанского вторжения в 1524 году население Гватемалы было представлено исключительно майя. Испанское завоевание создало слой богатых европейских землевладельцев, осуществлявших надзор за рабочей силой, состоявшей из рабов и подневольных работников. Тем не менее, общинные земли коренного населения оставалась под их контролем до конца XIX века. К тому времени рост мирового спроса на кофе сделал экспорт этого товара существенным источником дохода для правительства. В результате государство стало открыто поддерживать производителей кофе, принимая законы, которые отнимали землю у индейского населения, а также создавая предпосылки для использования подневольного труда на кофейных плантациях.
Американская компания United Fruit Company (UFC) была одной из многих зарубежных компаний, которые приобрели большие участки как государственных земель, так и земель коренного населения. Мануэль Эстрада Кабрера, президент Гватемалы с 1898 по 1920 годы, не только ограничил деятельность профсоюзов в сельских районах, но и сделал существенные уступки UFC.
В 1922 году была создана Коммунистическая партия Гватемалы, которая стала оказывать значительное влияние на городских рабочих, но не имела большой популярности среди крестьян и индейского населения. В 1929 году Великая депрессия привела к краху экономики и росту безработицы, что привело к волнениям среди рабочих и трудящихся. Опасаясь революции, землевладельческая элита оказал поддержку Хорхе Убико, который приобрел на посту губернатора одной из провинции репутацию бескомпромиссного и эффективного лидера. Убико победил на выборах в 1931 году, на которых он был единственным кандидатом.

### Диктатура Убико
Убико сделал заявления в поддержку рабочего движения в рамках своей предвыборной кампании, но после избрания его политика быстро стала авторитарной. Он отменил систему кабальных долгов и заменил её «законом о бродяжничестве», который требовал от всех мужчин трудоспособного возраста, которые не владеют землей, отработать минимум 100 дней в году на государство. Кроме того, государство инициировало применение неоплачиваемой индейской рабочей силы для работ на объектах общественной инфраструктуры, таких как автомобильные и железные дороги. Убико также заморозили зарплату на очень низком уровне и принял закон, снимающий с землевладельцев ответственность за любые действия, которые они предпринимали для защиты своей собственности (это стало восприниматься многими как узаконенное убийство). Убико значительно усилил полицию, превратив её один из самых эффективных и безжалостных карательных органов в Латинской Америке. Полиции была предоставлена большая власть и право стрелять и отправлять в тюрьму людей, подозреваемых в нарушении законов о труде. Результатом этих законов стал рост негодования против Убико среди крестьян и рабочих. Кроме того, Убико весьма пренебрежительно относился к коренным народам страны, однажды заявив, что они были похожи на ослов.
Убико не скрывал восхищения фашистскими лидерами Европы, такими как Франсиско Франко и Бенито Муссолини. Тем не менее, он рассматривал США в качестве союзника против предполагаемой коммунистической угрозы со стороны Мексики. Убико усиленно старался заполучить американскую поддержку: так, когда США объявили войну Германии и Японии в 1941 году, Убико последовал их примеру и, действуя по поручению американских властей, арестовал всех лиц немецкого происхождения в Гватемале. Он позволил США создать воздушную базу в Гватемале с целью защиты Панамского канала. Как и его предшественники, Убико сделал большие уступки United Fruit Company, предоставив компании 200000 гектаров государственной земли в обмен на обещание построить порт. Позже он освободил компанию от этого обязательства, ссылаясь на экономический кризис. С момента своего появления в Гватемале UFC расширило свои земельные ресурсы за счет переселения крестьян и превращение их сельскохозяйственных угодий в банановые плантации. Этот процесс ускоряется при Убико, правительство которого никак не препятствовало этому процессу.

## Октябрьская революция

### Всеобщая забастовка 1944 года
Начало Второй мировой войны увеличили экономические волнения в Гватемале. Убико ответил жестким подавлением протестов и несогласия. В 1944 году народное восстание вспыхнуло в соседнем Сальвадоре, где был свергнут диктатор Эрнандес Мартинес. Тем не менее, он быстро вернулся к власти, что привело к бегству сальвадорских революционеров через границу в Гватемалу. Это совпало с серией протестов в университете города Гватемала. Убико ответил 22 июня 1944 года приостановлением действия Конституции . Протестующие, которые к этому моменту включали в себя многих представителей среднего класса, в дополнение к студентам и рабочим, призвали к всеобщей забастовке и предъявили Убико ультиматум, требуя восстановления конституции. Они также представили ему петицию за подписью 311 самых известных гватемальских граждан. Убико проигнорировал петицию и дал приказ полиции подавить акции протеста, открыв стрельбу по протестующим, и объявил военное положение. Среди прочих, конницей была убита школьная учительница Мария Чинчилья Ресинос, организовавшая мирную демонстрацию протеста педагогов. Столкновения между демонстрантами и военными продолжались в течение недели, в течение которого восстание только расширялось. В конце июня Убико подал заявление об отставке в Национальное Собрание, что привело к торжествам на улицах.
Отставка Убико не восстановила демократию. Убико назначил трех генералов — Федерико Понсе Вайдеса, Эдуардо Вильяграна Арису и Буенавентуру Пинеду — членами хунты, которая встала во главе государства. Несколько дней спустя Понсе Вайдес убедил конгресс назначить его временным президентом. Понсе пообещал провести свободные выборы в ближайшее время, чтобы успокоить протестующих. Свобода прессы была приостановлена, произвольные аресты продолжались, а панихиды по убитым революционерам были запрещены. Тем не менее, протесты вновь вернулись на улицы, одновременно в сельских регионах также стало зреть недовольство диктатурой. Правительство продолжило использовать полицию для запугивания местного населения, чтобы защитить хунту. Это привело к растущей поддержке вооруженной революции среди многих слоев населения. Армия разочаровалась в хунте, и военные стали готовить переворот.

### Временное правление Понсе Вайдеса
1 октября 1944 года был убит Алехандро Кордова, редактор El Imparcial, главной оппозиционной газеты. Это привело к тому, что лидеры военного переворота обратились к лидерам протестующих в попытке превратить переворот в народное восстание. Понсе Вайдес объявил о выборах, но оппозиция осудила их как мошенничество, ссылаясь на попытки фальсификации результатов голосования. Понсе Вайдес стремился укрепить свой режим, сыграв на межнациональных разногласиях внутри населения страны. Так, он пригласил в столицу крестьян-потомков европейцев, обещая им землю и используя их традиционный страх перед индейским населением.
К середине октября несколько различных планов по свержению хунты были приведены в движение различными фракциями движения за демократию. 19 октября правительство узнало об одном из этих заговоров. В тот же день небольшая группа армейских офицеров начала переворот во главе с Франсиско Хавьером Арана и Хакобо Арбенсом. Хотя переворот был первоначально спланирован Арбенсом и майором Алданой Сандовалом, последний не присоединился к заговорщикам, сами лидеры переворота заявили, что Сандовал струсил. На следующий день к перевороту присоединились лидеры гражданской оппозиции. В столице начались столкновения, но как только армия поддержала группировки профсоюзов и студентов сопротивление лояльных Понсе Вайдесу сил было сломлено. 20 октября Понсе Вайдес капитулировал.
Понсе Вайдесу разрешили покинуть страну, как и Убико. Военная хунта была заменена хунтой в составе Арбенса, Араны и представителя студенческого движения Хорхе Торьелло, который сыграл значительную роль в акциях протеста. Хотя Арана присоединился к военному заговору относительно поздно, его переход на сторону восстания принес поддержку национальной гвардии, что сильно облегчило задачу заговорщикам. Хунта пообещала свободные и открытые выборы президента и конгресса, а также учредительное собрание.
Отставка Понсе Вайдеса и создание хунты рассматривалась учеными как начало гватемальской революции. Однако методы действий революционной хунты первоначально оказались не менее жесткими, чем режим Убико и Понсе Вайдеса. Через два дня после переворота беспорядки вспыхнули в Патсиции, небольшой индейской деревушке. Хунта ответила жесткими мерами, приведшими к жертвам среди гражданских лиц.

### Избрание Аревало
Хуан Хосе Аревало Бермехо родился в семье представителей среднего класса в 1904 году, работал учителем начальных классов, а затем получил стипендию в университете Аргентины, где добился докторской степени в области философии образования. Он вернулся в Гватемалу в 1934 году и попытался устроиться на службу в Министерство образования. Однако ему было отказано в занятии желаемой должности, и он почувствовал себя неуютно при диктатуре Убико. Аревало покинул страну и занимался преподавательской деятельностью в Аргентине до 1944 года, когда вернулся в Гватемалу. В июле 1944 года была образована Партия обновления, для выражения интересов преподавателей, и Аревало был выдвинут от неё в президенты страны. Он неожиданно стремительно наращивал свою популярность, его кандидатура была одобрена многими ведущими организациями оппозиции, в том числе студенческой федерацией. В его пользу играло и то, что он не имел отношения к режиму Убико, и его академическое образование. В то же время факт пребывания в изгнании в консервативной Аргентине, а не в революционной Мексике, успокоил землевладельцев, опасавшихся социалистических или коммунистических реформ.
Выборы состоялись в декабре 1944 года и считаются свободными и справедливыми, хотя лишь грамотные мужчины получили право голоса. В отличие от аналогичных исторических ситуаций, ни один из членов хунты не баллотировался в президенты. Наиболее серьезным соперником Аревало был Адриан Ресинос, но его окружение включало в себя ряд лиц, связанных с диктатурой Убико. Избирательные бюллетени были подсчитаны 19 декабря 1944 года, и Аревало был объявлен победителем, получив более чем в четыре раза больше голосов, чем другие кандидаты вместе взятые.

## Президентство Аревало
Аревало вступил в должность 15 марта 1945 года, унаследовав страну с многочисленными социальными и экономическими проблемами. Несмотря на политику Убико, предусматривающую использование неоплачиваемого труда для строительства дорог общего пользования, внутренний транспорт был в серьезном упадке. 70 % населения было неграмотным, а недостаточное питание и плохое состояние здоровья были широко распространены. 2 % населения — богатейшие землевладельцы — владели почти 3/4 сельскохозяйственных земель, которые при этом культивировались менее чем на 1 %. Индейское население либо не имело земли, или имело слишком мало, чтобы прокормить себя. Три четверти рабочей силы занимались сельским хозяйством, а промышленности по сути не существовало.

### Идеология
Аревало определил свою идеологию как «духовный социализм». Он был убежден, что единственным способом облегчить страдания большинства гватемальцев было формирование патерналистского правительства. Он решительно выступал против классического марксизма и верил в капиталистическое общество, которое следовало регулировать так, чтобы его преимущества пошли на пользу всему населению. Идеология Аревало нашла отражение в новой конституции, которую гватемальский конгресс ратифицировал вскоре после инаугурации, эта конституция была одной из самых прогрессивных в Латинской Америке. Аревало даровал избирательное право всем, кроме неграмотных женщин, децентрализовал власть, а также объявил о многопартийности. Коммунистические партии были, однако, запрещены. Конституция и социалистическая идеология Аревало стали основой для большей части реформ Аревало и последующих реформ Хакобо Арбенса. Несмотря на то, что правительство США позже изображало идеологию революции как радикальный коммунизм, на самом деле она была антикоммунистической. Экономические взгляды Аревало были сосредоточена вокруг частного предпринимательства.

### Рабочее движение
Революция 1944 года не затронула интересы таких серьезных участников экономической жизни страны, как помещичья элита и United Fruit Company. Тем не менее, революция и избрание Аревало отметили значительный сдвиг в судьбе профсоюзов. Протесты 1944 года усилили рабочее движение до такой степени, что профсоюзы добились отмены репрессивного закона о бродяжничестве в 1945 году. 1 мая 1945 года Аревало был тепло встречен на митинге профсоюзов в честь Дня труда. Новая конституция гарантировала свободу печати, что позволило привлечь внимание общества к суровым условиям труда рабочих в городе Гватемала. При этом с самого начала профсоюзы разбились на два лагеря — коммунистический и антикоммунистический. Репрессивная политика правительства Убико загнала обе фракции в подполье, но они вновь вышли на свет после революции.
Коммунистическое движение было также усилено освобождением тех его лидеров, которые находились в тюрьме при Убико. Среди них были Мигель Мармоль, Виктор Мануэль Гутьеррес и Грасиела Гарсиа. Коммунисты начали организовывать в столице свои ячейки, открыли школу для рабочих, известную как Эскуэла Кларидад, или Школа ясности, где каждый ученик мог научиться читать и писать. Через шесть месяцев после того, как была создана школа, президент Аревало закрыл её и депортировал всех лидеров движения, которые не были гватемальцами. Однако коммунистическое движение сохранилось, в основном в нём доминировал профсоюз учителей.
Отношение Аревало к некоммунистическим профсоюзам было неоднозначным. В 1945 году он объявил незаконными все сельские профсоюзы численностью менее 500 работников. Одним из немногих профсоюзов, который был достаточно большим, чтобы пережить этот закон, был профсоюз работников банановых плантаций UFC. В 1946 году этот профсоюз организовал забастовку, которая вызвала ещё более жесткие меры со стороны Аревало, пока не был принят новый Трудовой кодекс. В итоге профсоюзы — наиболее беспокойная часть гватемальского общества и движущая сила предыдущих протестов и переворотов — были настолько ослаблены, что правительство США убедило Американскую федерацию труда основать в Гватемале «Organizacion Regional Internacional del Trabajo» — профсоюз, который занял антикоммунистическую позицию.
Несмотря на мощную оппозицию, к 1947 году профсоюзы сумели организовать достаточную поддержку, чтобы заставить Конгресс принять новый Трудовой кодекс. Этот закон был революционным во многих отношениях, он запретил дискриминацию в уровнях заработной платы на основе возраста, расы, пола, национальности, религиозных убеждений или политической принадлежности. Он утвердил набор стандартов здоровья и безопасности на рабочем месте, установил 8-часовой рабочий день и 45-часовую рабочую неделю, а также обязал плантаторов построить начальные школы для детей своих работников. Хотя многие из этих положений не были исполнены, создание административных механизмов для реализации кодекса в 1948 году позволило некоторым из его положений систематически соблюдаться. Закон в целом оказал огромное положительное влияние на права трудящихся в стране, в том числе привел к повышению средней заработной платы в три раза и более.

### Внешняя политика
Правительство Аревало пыталось поддержать демократические идеалы и за рубежом. Одним из первых действий Аревало был разрыв дипломатических отношений с правительством Испании во главе с Франсиско Франко. На двух межамериканских конференциях в течение года после его избрания Аревало рекомендовал республикам Латинской Америки не признавать и не поддерживать авторитарные режимы. Эта инициатива потерпела поражение из-за диктатур, поддерживаемых США, таких как режим Сомосы в Никарагуа. В ответ Аревало разорвал дипломатические отношения с правительством Никарагуа и с правительством Рафаэля Трухильо в Доминиканской Республике. Разочарованный отсутствием результатов работы с правительствами других стран Латинской Америки, Аревало начал поддерживать «Карибский легион», который стремился к свержению диктатур по всей Латинской Америке. Это привело к тому, что его администрацию некоторые страны стали рассматривать коммунистическую диктатуру.
Правительство Аревало также отстаивало идею Центрально-Американской Федерации как единственного способа выживания демократических правительств в регионе. Он обратился к нескольким лидерам демократических стран Центральной Америки, но был отвергнут всеми, кроме Кастаньеды Кастро, президента Сальвадора. Лидеры двух стран начали переговоры по созданию государственного союза, а также создали несколько комиссий, чтобы изучить этот вопрос. В конце 1945 года они объявили о создании союза, но формализация процесса была отсрочена внутренними проблемами в обеих странах, а в 1948 году правительство Кастро было свергнуто в результате военного переворота во главе с Оскаром Осорио.

### Переворот 1945 года
Как наиболее высокопоставленный военный офицер в Октябрьской революции Франсиско Арана возглавил хунту, которая сформировала временное правительство после переворота. Он был против передачи власти гражданскому правительству, сначала он стремится отложить выборы 1944 года, а затем и аннулировать их результаты. В ответ на согласие с избранием Аревало Арана получил должность «начальника вооруженных сил», встав над министром обороны. На этом посту на ближайшие 6 лет Арана получил возможность контролировать все военные назначения. В декабре 1945 года Аревало попал в автомобильную аварию, которая обернулась серьезными травмами. Опасаясь военного переворота, лидеры Партии революционного действия (ПРД) заключил договор с Араной, по которому партия согласилась поддержать его кандидатуру на выборах 1950 года в обмен на обещание воздержаться от переворота.
Однако за поддержкой к Аране обратилась помещичья элита, которые чувствовали угрозу в реформах Аревало. Арана, который не был изначально склонен вмешиваться в политику, начал делать случайные заявления против правительства. К 1949 году Партия обновления и ПРД были открыто враждебны к Аране, в то время как небольшая часть Народного фронта освобождения отделилась, чтобы поддержать его. Левые партии решили поддержать Хакобо Арбенса, так как они считали, что только военный офицер сможет победить Арану.
16 июля 1949 года Арана предъявил ультиматум Аревало, требуя исключения всех сторонников Арбенса из государственного аппарата. Он угрожал переворотом, если его требования не будут удовлетворены. Аревало проинформировал Арбенса и других прогрессивных лидеров об ультиматуме, и все согласились с тем, что Арана должен быть изгнан. Через два дня Аревало и Арана провели встречу, на обратном пути конвой Араны был перехвачен небольшим отрядом во главе с Арбенсом. В последовавшей перестрелке было убито три человека, в том числе Арана. Сторонники Араны среди военных подняли восстание, но, оставшись без лидера, на следующий день запросили переговоров. Попытка переворота обернулась около 150 убитых и 200 раненых. Многие из сторонников Араны, в том числе Карлос Кастильо Армас, были сосланы. Подробности инцидента не были обнародованы.

## Президентство Арбенса

### Выборы
Деятельность Арбенса на посту министра обороны уже делала его сильным кандидатом на пост президента, а его твердая поддержка правительства во время восстания 1949 года ещё более усилила его авторитет. В 1950 году экономически умеренная Партия национального единения (ПНЕ/PIN) объявила о том, что Арбенс будет её кандидатом в президенты на предстоящих выборах. Это заявление было быстро одобрено большинством партий левого толка, а также профсоюзами. Арбенс имел несколько значительных конкурентов на выборах, всего их было десять. Одним из них был Хорхе Гарсиа Гранадос, который был поддержан некоторыми членами верхнего среднего класса, считавшими, что революция зашла слишком далеко. Другим конкурентом был Хосе Мигель Идигорас Фуэнтес, генерал при режиме Убико, имевший поддержку бескомпромиссных противников революции. Во время своей кампании Арбенс пообещал продолжить и расширить реформы, начатые при Аревало. Выборы состоялись 15 ноября 1950 года, и Арбенс выиграл, набрав более 60 % голосов, выборы были признаны свободными и справедливыми, хоть и с учетом недопуска к голосованию неграмотных женщин-избирателей. Арбенс принял присягу в качестве президента 15 марта 1951 года.

### Хакобо Арбенс
Арбенс родился в 1913 году в семье представителей среднего класса швейцарского происхождения. В 1935 году он окончил Эскуэла Политекника, национальную военную академию Гватемалы, с отличными оценками, а впоследствии стал офицером в гватемальской армии при Убико. Как офицер Арбенса был обязан конвоировать заключенных, в том числе политических, что привело к установлению связей с подпольным рабочим движением. В 1938 году он познакомился и женился на Марии Виланова, которая также имела отношение к рабочему движению и оказала значительное влияние на мировоззрение Арбенса. Другим человеком, оказавшим на него сильное влияние, был Хосе Мануэль Фортуни, известный гватемальский коммунист, который стал одним из его советников во время президентства. В 1944 году Арбенс присоединился к заговору офицеров против диктатуры Убико. Когда Убико ушел в отставку в 1944 году, Арбенс поддержал Понсе Вайдеса, признав его президентом. Однако обиженный Понсе Вайдесом Арбенс вскоре стал одним из военных руководителей переворота, который сверг его, кроме того, что был одним из немногих офицеров в революции, поддерживавшим связи с лидерами гражданской оппозиции.

### Аграрная реформа
Самым масштабным проектом в программе Арбенса стала аграрная реформа. Арбенс разработан этот законопроект себя с помощью консультантов, которые включали в себя Фортуни и некоторых других руководителей коммунистической партии (воссозданной в 1949 году и официально зарегистрированной в 1952 году как Гватемальская партия труда), а также некоммунистических экономистов. Кроме того, он обращался за советом ко многим экономистам Латинской Америки. Законопроект (Декрет 900) был принят Национальным собранием 17 июня 1952 года, и программа реализации реформы вступила в силу немедленно. В центре внимания программы была передача необрабатываемых земель крупными землевладельцами в пользу безземельных крестьян. Арбенс также рассчитывал, что реформа позволит накопить капитал для развития инфраструктурных проектов в стране: по просьбе США, Всемирный банк отказался предоставить Гватемале кредит в 1951 году, что сделало дефицит бюджета более острым.
Согласно закону, конфискации подлежала вся необрабатываемая земля в землевладениях, которые были больше, чем 673 акров (272 га). Если площадь поместья была между 672 акрами (272 га) и 224 акрами (91 га), необрабатываемая земля могла быть конфискована только в том случае, если только менее двух третей поместья обрабатывались. Владельцы поместий получали компенсацию в виде государственных облигаций, величина которых была равна площади экспроприированной земли. Перераспределение земли у пользу бедных было организовано местными комитетами, в которые вошли представители помещиков, крестьян и правительства. Из почти 350 000 частных земельных владений экспроприацией были затронуты только 1710. Сам закон оставался в умеренных рамках капитализма, однако был реализован с большой скоростью, в результате чего периодически имели место произвольные захваты земель. Были зафиксированы также некоторые акты насилия, направленные против землевладельцев, а также состоятельных крестьян.
К июню 1954 года 1,4 млн акров земли были экспроприированы и распределены. Около 500 000 лиц, или 1/6 часть населения, получила землю. В законе также было гарантировано предоставление финансовых кредитов людям, которые получили землю. Национальный аграрный банк (НАБ/BNA) был создан 7 июля 1953 года. 53,829 заявителя получали в среднем 225 долларов США, что было вдвое больше, чем гватемальский доход на душу населения. НАБ заработал репутацию высокоэффективного государственного органа, и правительство Соединенных Штатов, главный противник Арбенса, не нашло оснований для критики работы банка. Кредиты имели высокий уровень погашения, $ 3,049,092 долларов были погашены к июню 1954 года. Закон также содержал положения о национализации дорог, которые прошли через перераспределяемые земли, что значительно расширило связи между сельскими общинами.
Вопреки предсказаниям, сделанным противниками правительства, закон привел к небольшому увеличению гватемальской продуктивности сельского хозяйства, а также к увеличению посевных площадей и увеличению закупки сельскохозяйственной техники. В целом закон привел к значительному повышению уровня жизни многих тысяч крестьянских семей, большинство из которых были коренными гватемальцами. Однако историк Грег Грандин считает, что закон был испорчен во многих отношениях, помимо всего прочего, он был слишком осторожен к плантаторам и нерешителен. Тем не менее, он привел к фундаментальному сдвиг власти в пользу тех, кто до того был безразличен политической элите.

## United Fruit Company

### История
United Fruit Company (UFC) была образована в 1899 году в результате слияния двух крупных американских корпораций. Новая компания имела значительные запасы земель и железных дорог по всей Центральной Америке, который она использовала для поддержки своего бизнеса в сфере экспорта бананов. В 1900 году она уже была крупнейшим в мире экспортером бананов. К 1930 году компания имела оборотный капитал в 215 млн долларов США и была крупнейшим землевладельцем и работодателем в Гватемале в течение нескольких лет. При Эстраде Кабрере и других президентах Гватемалы компания получила ряд льгот, что позволило ей массово расширить свой бизнес. Эти уступки часто даровались за счет налоговых поступлений гватемальского правительства. Компания поддерживала Убико в борьбе за власть в 1930—1932 годах, и после прихода к власти Убико выразил готовность заключить с UFC новый контракт. Этот новый контракт был чрезвычайно благоприятным для компании. Он включал в себя 99-летний договор аренды огромных участков земли, освобождение от практически всех налогов, а также гарантию того, что ни одна другая компания не будет получать какие-либо контракты. При Убико компания не платила практически никаких налогов, что негативно сказывалось на возможностях гватемальского правительства справиться с последствиями Великой депрессии. Кроме того, компании фактически принадлежал Пуэрто-Барриос, единственный порт Гватемалы на Атлантическом океане, что позволяло компании получать прибыль от потока товаров через порт. К 1950 году годовая прибыль компании составляла 65 млн долларов США, что в два раза превышало доход гватемальского правительства.

### Влияние революции
Из-за связей с правительством Убико UFC рассматривалась гватемальскими революционерами как препятствие на пути прогресса. Этот имидж усугублялся дискриминационной политикой компании по отношению к её индейским рабочим. Из-за статуса крупнейшего землевладельца и работодателя в стране реформы правительства Аревало повлияли на UFC больше, чем на другие компании. Среди прочего, Трудовой кодекс, принятый правительством, позволил работникам забастовку, когда их требования о повышении заработной платы и безопасности труда не были выполнены. Компания расценила реформы правительства как специально ориентированные против неё и отказалась вести переговоры с забастовщиками и властями. Трудовые проблемы компании усугубились в 1952 году, когда Арбенс принял Декрет 900 об аграрной реформе. Из 550000 акров (220 000 га) земель компании лишь 15 % были культивируемыми, остальная часть земли простаивала и поэтому попала под действие закона.

### Лоббирование
United Fruit Company ответила интенсивным лоббированием среди членов правительства Соединенных Штатов своих интересов, что привело многих американских конгрессменов и сенаторов к критике правительства Гватемалы. Правительство Гватемалы в ответ заявило, что компания является основным препятствием на пути прогресса в стране. Американские историки отмечают, что «гватемальцы осознали, что их страна была безжалостно эксплуатируема в пользу чужих интересов, которые реализовывались без внесения какого-либо вклада в благосостояние нации». В 1953 году 200000 акров (81000 га) необработанной земли было экспроприированы правительством, которое предложило компании компенсацию в размере 2,99 долларов США за акр, вдвое больше, чем компания заплатила, когда она приобретала эти земли. Это привело к дальнейшему лоббированию в Вашингтоне, в частности, через госсекретаря США Джона Фостера Даллеса, который имел тесные связи с компанией. Компания начала пиар-кампанию по дискредитации правительства Гватемалы. Она наняла эксперта по связям с общественностью Эдварда Бернейса, который направил свои усилия на то, чтобы изобразить компанию в качестве жертвы гватемальского правительства. Компания активизировала свои усилия после того, как Дуайт Эйзенхауэр был избран в 1952 году президентом США. Компания профинансировала исследование с критикой правительства Гватемалы и направила его в Вашингтон. Историки заявляют, что доклад был полон «преувеличений, оскорбительных описаний и причудливых исторических теорий». Доклад, тем не менее, оказал значительное влияние на конгрессменов. В целом, компания потратила более полумиллиона долларов, чтобы пролоббировать свои интересы среди законодателей и представителей общественности в США, призывая к свержению правительства Гватемалы.

## Свержение правительства Арбенса

### Политические мотивы
В дополнение к лоббированию United Fruit Company своих интересов, несколько других факторов привели Соединенные Штаты к организации переворота, который сверг Арбенса в 1954 году. За годы гватемальской революции военные перевороты происходили в ряде других стран Центральной Америки, многие из них проходили под антикоммунистическими лозунгами. Офицер армии майор Оскар Осорио выиграл выборы в Сальвадоре в 1950 году, кубинский диктатор Фульхенсио Батиста пришел к власти в 1952 году. Гондурасом, где земельные владения United Fruit Company были самыми обширными, правило антикоммунистическое правительство, установленное при поддержке США в 1932 году. Эти события привели к созданию напряженности в отношениях между другими правительствами и Арбенсома, которые обострялись прошлой поддержкой правительством Аревало коммунистического Карибского легиона. Эта поддержка беспокоила США и ЦРУ. По словам историка Ричарда Иммермана, в начале Холодной войны США и ЦРУ, как правило, считали всех, что выступал против них, коммунистами. Таким образом, несмотря на запрет Аревало коммунистической партии, важные фигуры в правительстве США были расположены верить, что революционное правительство было коммунистическим и представляло опасность для США. За годы революции несколько докладов и меморандумы были распространены среди правительственных агентств США, которые способствовали этой точке зрения.

### Операция PBFORTUNE
Хотя администрация Гарри Трумэна была убеждена, что правительство Гватемалы были коммунистическим, она опиралась на чисто дипломатические и экономические средства, чтобы попытаться уменьшить коммунистическое влияние. Соединенные Штаты отказались продавать оружие гватемальскому правительству после 1944 года, в 1951 году США начали блокировать покупки оружия Гватемалой у других стран. В 1952 году Трумэн достаточно убедился в угрозе, исходящей от Арбенса, чтобы начать планировать секретную операцию по его свержению, под названием «Операция PBFORTUNE». План был первоначально предложен США диктатором Никарагуа Анастасио Сомосой, который заявил, что если бы ему дали оружие, он мог бы свергнуть правительство Гватемалы. Трумэн дал разрешение ЦРУ на проработку плана, без информирования Государственного департамента. ЦРУ поставил партию оружия на судне, принадлежащем United Fruit Company, операция была оплачена Рафаэлем Трухильо и Пересом Хименесом, антикоммунистическими диктаторами Доминиканской Республики и Венесуэлы соответственно. Во главе операции должен был встать Карлос Кастильо Армас. Однако Государственный департамент США раскрыл заговор, и госсекретарь Дин Ачесон убедил Трумэна отказаться от его реализации.

### Операция PBSUCCESS
В ноябре 1952 года Дуайт Эйзенхауэр был избран президентом США. Кампания Эйзенхауэра включала лозунги в пользу более активной антикоммунистической политики. Несколько фигур в его администрации, в том числе государственный секретарь Джон Фостер Даллес и его брат и директор ЦРУ Аллен Даллес, имели тесные связи с United Fruit Company. Оба этих фактора сделали Эйзенхауэра предрасположенным к свержению Арбенса.
Операция ЦРУ с целью свержения Хакобо Арбенса, под кодовым названием «Операция PBSUCCESS», была одобрена Эйзенхауэром в августе 1953 года. Операция получила бюджет в размере 2,7 млн долларов. Общий бюджет операции оценивается в диапазоне от 5 до 7 млн долларов, в её планировании было занято более 100 агентов ЦРУ. Планирование включало составление списков людей в правительстве Арбенса, которые подлежали уничтожению в случае успеха переворота. Были составлены руководства по методам убийства, составлены списки лиц, на которых могла опереться будущая хунта. После рассмотрения нескольких кандидатов на роль руководителя переворота, в том числе Хосе Мигеля Идигораса Фуэнтеса, ЦРУ остановилось на Карлосе Кастильо Армасе. Государственный департамент США также начал кампанию, чтобы гарантировать, что другие страны не будут сочувствовать гватемальскому правительству, указывая на его возможные связи с коммунизмом и Советским Союзом. К 1954 году Арбенс стал отчаянно вооружаться и решил приобрести оружие тайно в Чехословакии, которая стала первой страной Восточного блока, поставившей оружие в Северную и Южную Америку. Партия этого оружия подействовала в качестве «курка» для ЦРУ, чтобы начать переворот.

### Вторжение
8 июня 1954 года Кастильо Армас возглавил колонну грузовиков с 480 бойцами на борту, которые пересекли границу Гватемалы со стороны Гондураса. Оружие было поставлено ЦРУ, которое также обучало бойцов в лагерях в Никарагуа и Гондурасе. По плану ЦРУ, Кастильо Армас должен был разбить лагерь у гватемальской границы, в то время как агенты ЦРУ начали психологическую кампанию, чтобы убедить гватемальский народ и правительство, что победа Армаса была уже свершившимся фактом. Эта кампания включала в себя помощь католических священников, начавших антикоммунистические проповеди, обстрел нескольких городов с использованием самолетов ЦРУ, а также военно-морскую блокаду берегов страны. В рамках плана также сбрасывались листовки для населения и проводились радиопередачи под названием «Голос освобождения», которые объявили, что гватемальские ссыльные во главе с Кастильо Армасом в скором времени собираются освободить страну.
Бойцы Кастильо Армаса попытались сделать вылазки в направлении городов Сакапа и Пуэрто-Барриос, однако они были отбиты гватемальской армией. Пропаганда в эфире имела гораздо больший эффект. Агенты в рядах ВВС склонили на свою сторону многих пилотов, что привело к тому, что вся авиация отказалась подниматься в воздух, опасаясь бегства Арбенса из страны. ЦРУ также использовало свои самолеты, чтобы бомбить гватемальские городов ради психологического эффекта. Гватемала обратилась к Организации Объединенных Наций, но США наложили вето на расследование этих инцидентов со стороны Совета Безопасности, заявив, что это внутреннее дело Гватемалы. 25 июня самолет ЦРУ разбомбил столицу страны, уничтожив основные нефтяные резервы правительства. Напуганный этим Арбенс приказал армии раздать оружие местным крестьянам и рабочим. Армия отказалась сделать это, потребовав, чтобы Арбенс либо ушел в отставку, либо пришел к соглашению с Кастильо Армасом.
Понимая, что он не сможет сражаться без поддержки армии, Арбенс подал в отставку 27 июня 1954 года, передав власть полковнику Карлосу Энрике Диасу. Посол США Джон Перифуа провел опосредованные переговоры в Сальвадоре между руководством армии и Кастильо Армасом, которые привели к включению Армаса в состав правящей военной хунты 7 июля 1954 года и назначению его временным президентом несколько дней спустя. США признали новое правительство 13 июля. Выборы были проведены в начале октября, однако все политические партии были отстранены от участия в них, и Кастильо Армас был единственным кандидатом, официально набрав 99 % голосов. По итогам встречи в Сальвадоре была спроектирована новая конституция, направленная на отказ от большинства прогрессивных реформ, проведенных в период революции.

## Последствия
После переворота сотни крестьянских лидеров были схвачены и казнены. Историк Грег Грандин заявляет, что «сегодня существует общее мнение среди ученых и гватемальских интеллектуалов, что 1954 год ознаменовал начало того, что стало самым репрессивным государством в истории страны, ответственным за пытки и убийства двухсот тысяч собственных граждан». После переворота и установления военной диктатуры в сельской местности начался ряд левых мятежей, часто с большой степенью народной поддержки, что в итоге вызвало гватемальскую гражданскую войну, которая продолжалась до 1996 года. Крупнейший партизанский отряд бедняков в этой войне насчитывал 270000 бойцов. 200000 гражданских лиц были убиты в этой войне, были зафиксированы случаи массовых убийств гражданского населения, изнасилований, бомбардировок и похищений людей, а также геноцида коренного населения майя.